# Forsthaus Dietzhölze

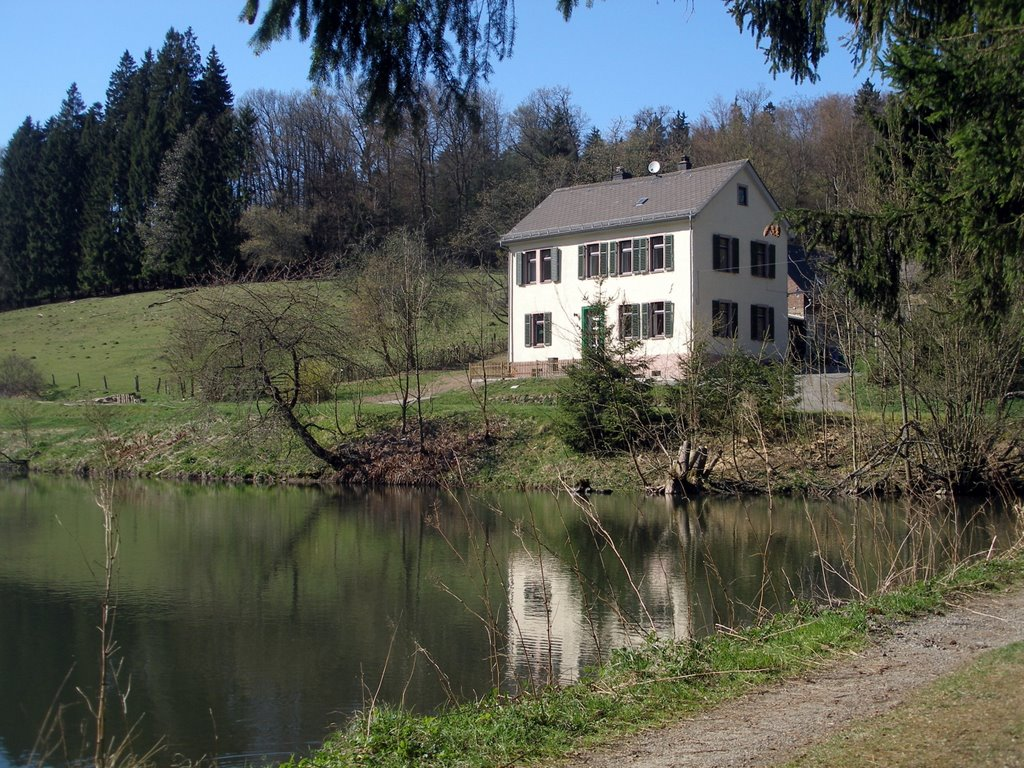
Forsthaus Dietzhölze am Oberen Dietzhölz-Weiher

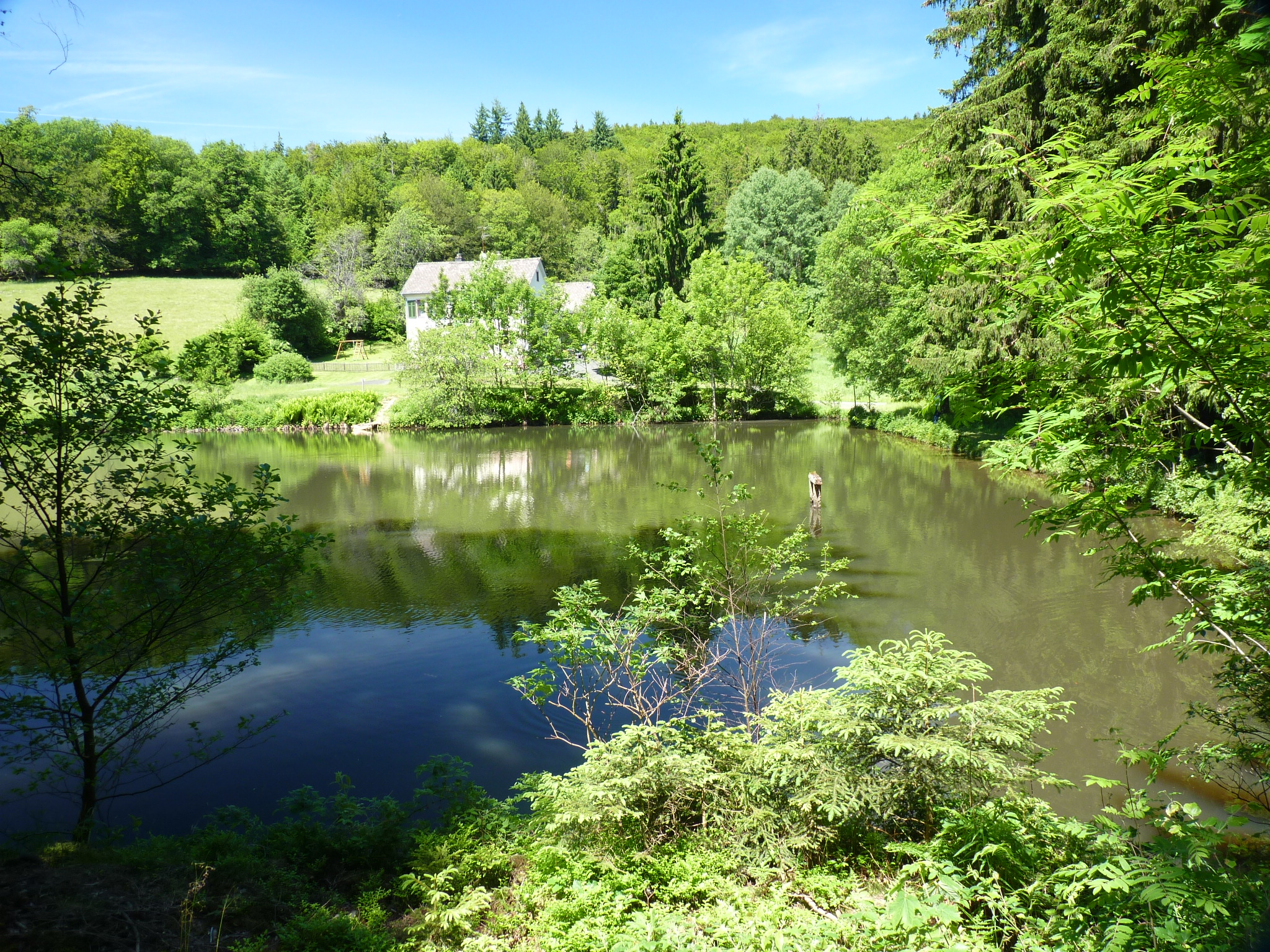
Oberer Dietzhölz-Weiher mit dem Forsthaus Dietzhölze (Juni 2015)

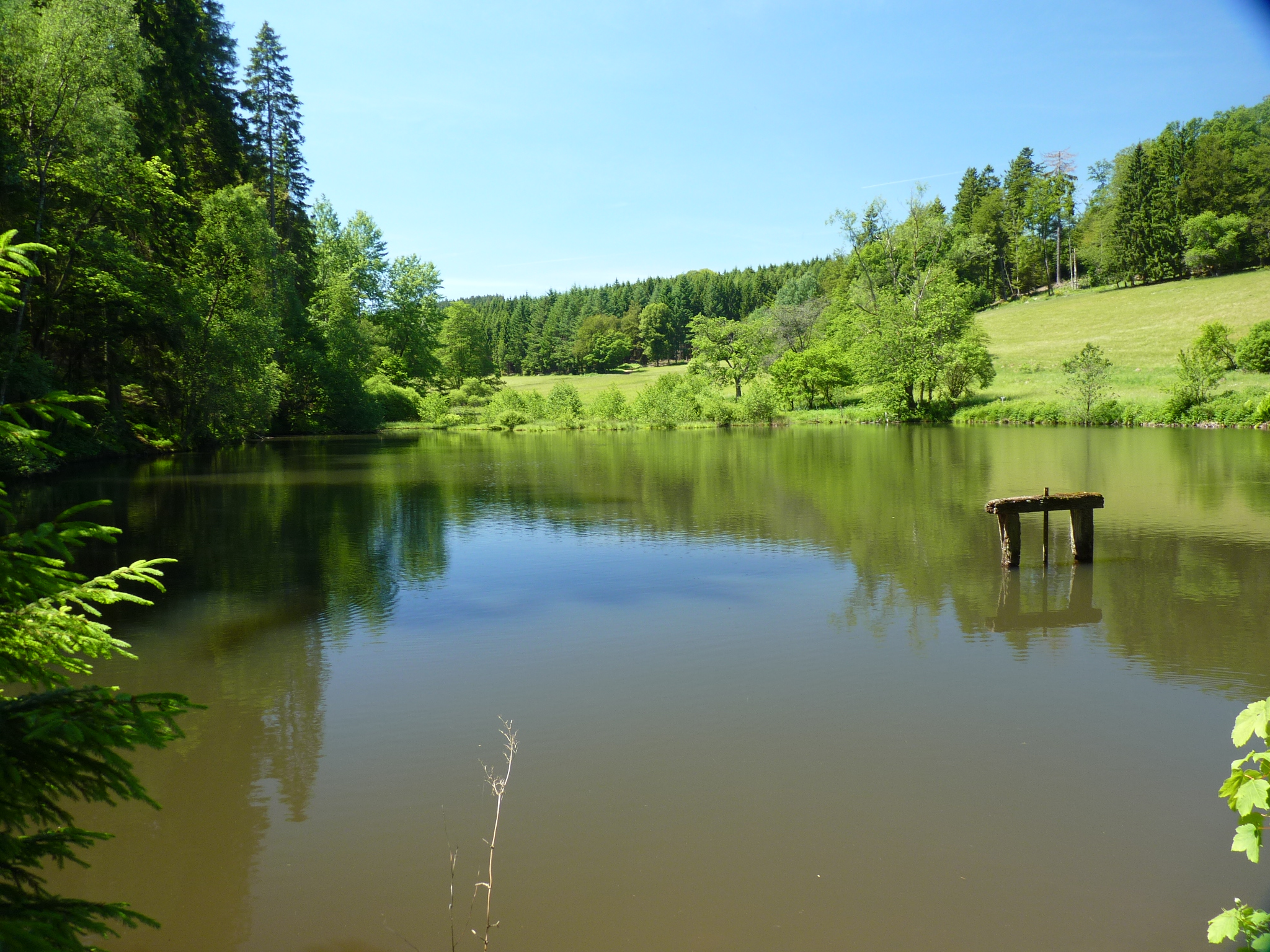
Oberer Dietzhölz-Weiher im Juni 2015

Das Forsthaus Dietzhölze ist ein denkmalgeschütztes Forsthaus in der Gemarkung von Rittershausen, einem Ortsteil der Gemeinde Dietzhölztal im hessischen Lahn-Dill-Kreis. Unter der Nummer 132516 ist es auf der Liste der Kulturdenkmäler in Dietzhölztal eingetragen.

## Geographische Lage
Das Forsthaus steht etwa 3 Kilometer (km) nördlich von Rittershausen (zu Dietzhölztal), 1,6 km südlich der Ilsequelle, 4,4 km östlich von Werthenbach (zu Netphen) und 1 km (jeweils Luftlinie) westlich von Sohl (Bad Laasphe). Es befindet sich auf knapp 500 m ü. NHN am Oberlauf des Dill-Nebenflusses Dietzhölze, der 1,7 Fluss-km westsüdwestlich in der Haincher Höhe auf dem Osthang des Herrnbergs (625,5 m) entspringt. Wenige Meter südlich des Forsthauses liegt der Obere Dietzhölz-Weiher und etwa 1,9 Dietzhölze-km flussabwärts der Untere Dietzhölz-Weiher. Umrahmt ist das Dietzhölztal mit dem Forsthaus vom 675,9 m hohen Jagdberg im Nordnordwesten, vom Herrenberg (624,2 m) im Westnordwesten, vom Herrnberg an der Dietzhölzquelle im Westsüdwesten, von der 641,1 m hohen Nordhöll im Südwesten und einem etwa 619,4 m hohen namenlosen Gipfel nahe der kleinen Ortschaft Sohl im Nordosten. Auch ein Naturdenkmal (ND), nämlich die Börnchesbuche befindet sich in nur geringer Entfernung zum Forsthaus, am Westrand des Dietzhölztals.
Das Forsthaus ist über eine kleine, schlecht asphaltierte Straße mit Rittershausen verbunden, kann aber auch über eine Vielzahl von Wanderwegen erreicht werden.

## Vorgängerbauten
Vor 300 Jahren standen in der Nähe des heutigen Forsthauses ein Jagdhaus und ein Hofgut der Dillenburger Fürstenfamilie, nach seinem Erbauer „Wilhelmsthal“ genannt. Fürst Wilhelm II. von Nassau-Dillenburg, der das Jagdhaus 1702 erbauen ließ, regierte in Dillenburg von 1701 bis 1724, danach sein Bruder Fürst Christian von 1724 bis 1739. Dieser verstarb bei einem Jagdaufenthalt in Straßebersbach. Nach dem Erlöschen der Fürstenlinie Nassau-Dillenburg durch den Tod des Fürsten Christian in 1739 „war es mit den Jagdfesten vorbei“. Schon 1744 stand das Herrenhaus leer, wohingegen das Hofgut noch verpachtet blieb.
Wie heimatgeschichtlichen Aufzeichnungen (Dorfchronik und Schulchronik Rittershausen) zu entnehmen ist, bestand der beim Forsthaus befindliche Obere Dietzhölze-Weiher bereits zur Zeit des Hofgutes Wilhelmsthal. Bei einer Versteigerung am 21. April 1757 erhielten brandgeschädigte Bürger aus dem etwa 20 km entfernten Niederscheld den Zuschlag für den Erwerb der Gebäude auf Abbruch. Damit war nach nur 55 Jahren der Hof Wilhelmsthal eingegangen.

## Geschichte
Bis 1840 befand sich in der Dietzhölze kein Forsthaus. Die Betreuung der herrschaftlichen Waldungen erfolgte von Förstern, die ihre Wohnungen in Rittershausen oder gar Straßebersbach hatten. Straftaten wie Wilderei, Holzdiebstahl und Ähnliches nahmen stark zu. Diese geschahen vornehmlich durch Bewohner der nahe gelegenen „preußischen Siedlungen und Gehöfte“ im direkt benachbarten Wittgensteiner Land. Förster aus Rittershausen brauchten etwa eine Stunde, um in die recht weit entfernt gelegenen Wälder zu gelangen. Daher sah sich der damalige Oberförster genötigt, einen Bauantrag für ein Forsthaus beim Herrschaftlichen Oberforstamt zu stellen. Geplant war ein einstöckiges, einfaches Haus, „welches nicht viel kosten könne“. Die Baugenehmigung erfolgte durch Herzog Adolf von Nassau (1817–1905), dem späteren Großherzog von Luxemburg. Er stellte allerdings eine Bedingung: statt einer einfachen Försterwohnung solle ein großes, zweistöckiges Gebäude nebst entsprechenden, ordentlichen Ökonomiegebäuden entstehen. In der unteren Etage solle der Förster wohnen, die obere Etage war dem Herzog vorbehalten, dieser richtete sich seine Wohnung auch selbst ein.

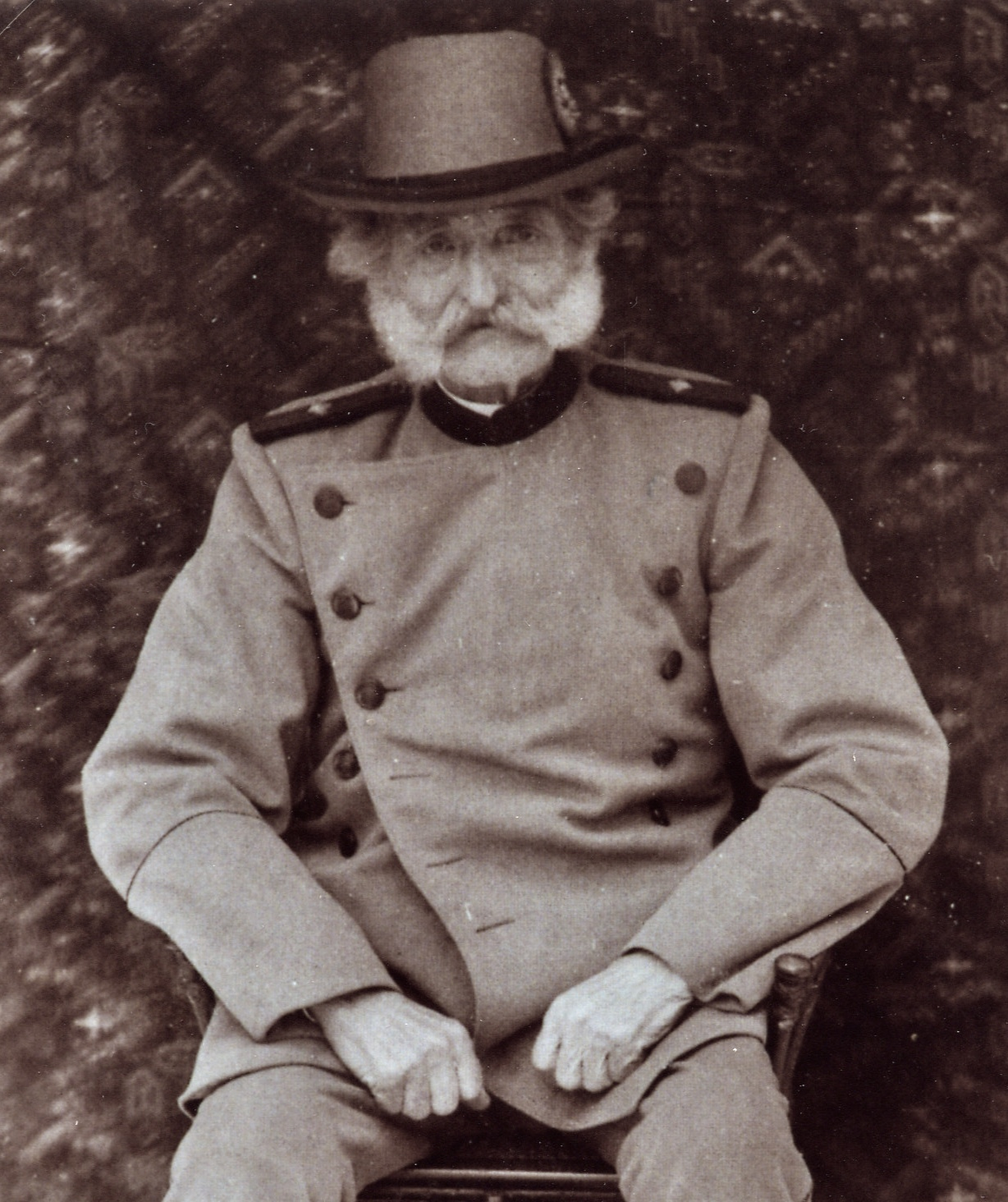
Jakob Koch

Ab dem 3. Juli 1843 wurde die Försterwohnung von Hegemeister Adam Koch bewohnt. Er war 1789 in Rittershausen geboren und verstarb 1879 – fast 90-jährig – im Forsthaus. Als Förster war er bis 1854 tätig, sein Nachfolger wurde sein Sohn Jakob (1821–1908), der fast 40 Jahre, bis 1894, im Dienst stand.
Die weiteren Förster oder auch Revierförster waren:
Förster Quetsch (ab 1894), Wilhelm Capito Hahn (bis 1906, wurde nach Eschborn/Taunus versetzt), Philipp Mamberger (1906–1922), Otto Hinze (1922–1930), Johann Karl Münch (1930–1937), Rudi Wagner (1937–1948), Helmut Winter (1948–1958), Paul Schneider (1958–1978) und Ludwig Schwebel (1978–2006). 
1856 wurde der gut 3,5 km lange Weg von Rittershausen zum Jagdhaus neu angelegt, rechtzeitig vor einem weiteren Besuch Herzog Adolfs im April 1857. Er hielt sich zur
Auerhahnjagd dort auf und erlegte zwei Tiere. Im Frühjahr 1862 wiederholte er seinen Besuch. Während dieser Zeit starben die wohl die letzten Auerhähne, die es in Rittershausen gab. Nach dem Deutschen Krieg von 1866 scheint Herzog Adolf nicht mehr in Rittershausen gewesen zu sein.
Bereits 1869 erhielt das Haus fließendes Wasser aus einem nahe gelegenen Brunnen; seit 1926 besteht dort elektrisches Licht. Am und im Haus wurde mehrmals den der Zeit entsprechenden Bedingungen umgebaut; über einige Jahrzehnte existiere sogar ein eigenes Backhaus.
Als 2006 Ludwig Schwebel, der letzte im Forsthaus lebende Revierförster, in den altersbedingten Ruhestand versetzt wurde, wurde die Revierförsterei nicht mehr neu besetzt und das Forsthaus aufgegeben. Mittlerweile bietet das Forstamt Herborn als jetziger Eigentümer Privatpersonen, vorzugsweise natürlich Jagdliebhabern, dort „Ferien im Forsthaus Dietzhölze“ an.